# Myopias hollandi
Myopias hollandi är en myrart som först beskrevs av Auguste-Henri Forel 1901.  Myopias hollandi ingår i släktet Myopias och familjen myror. Inga underarter finns listade i Catalogue of Life.

## Bildgalleri

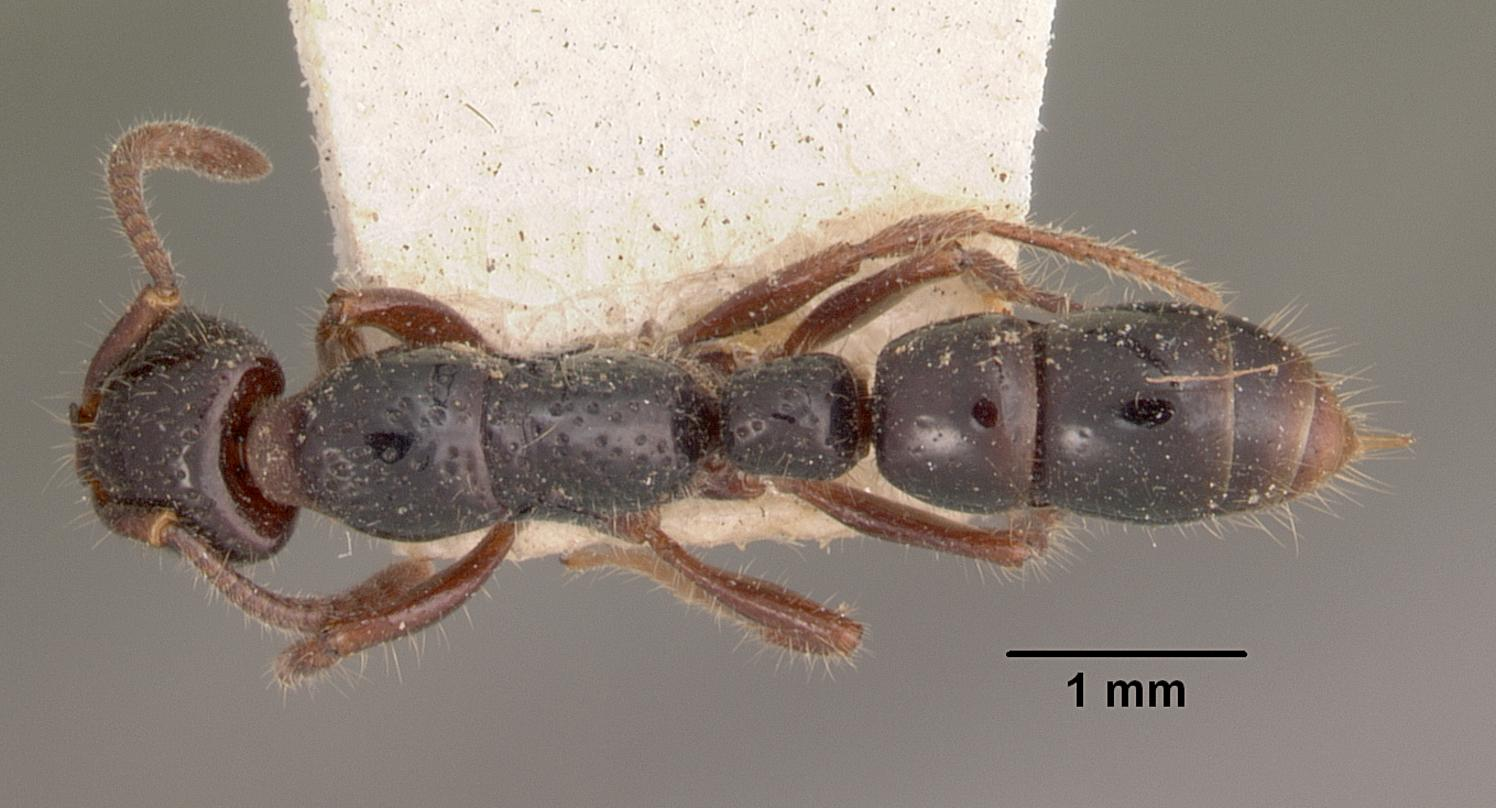
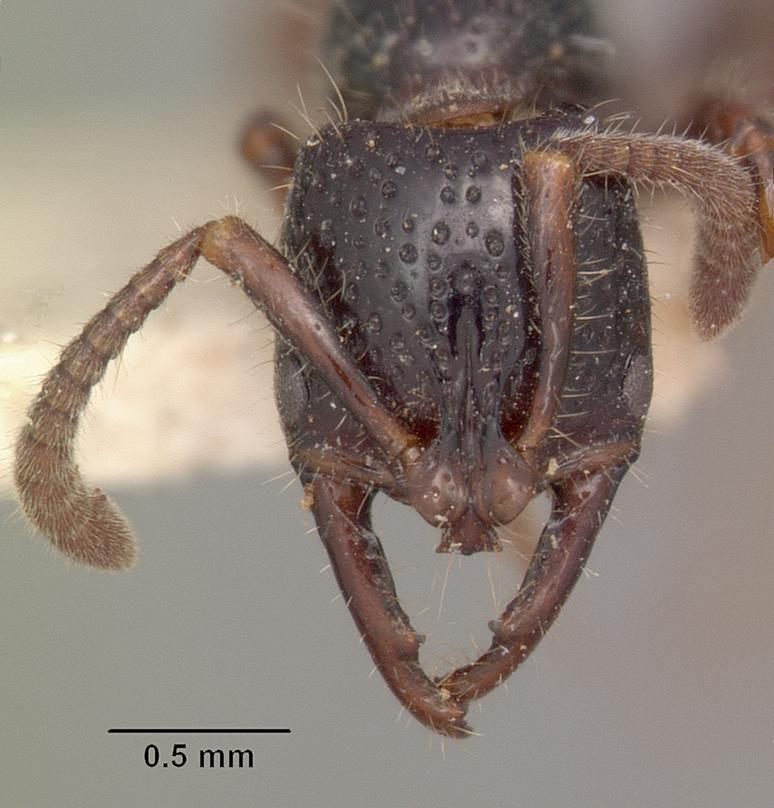
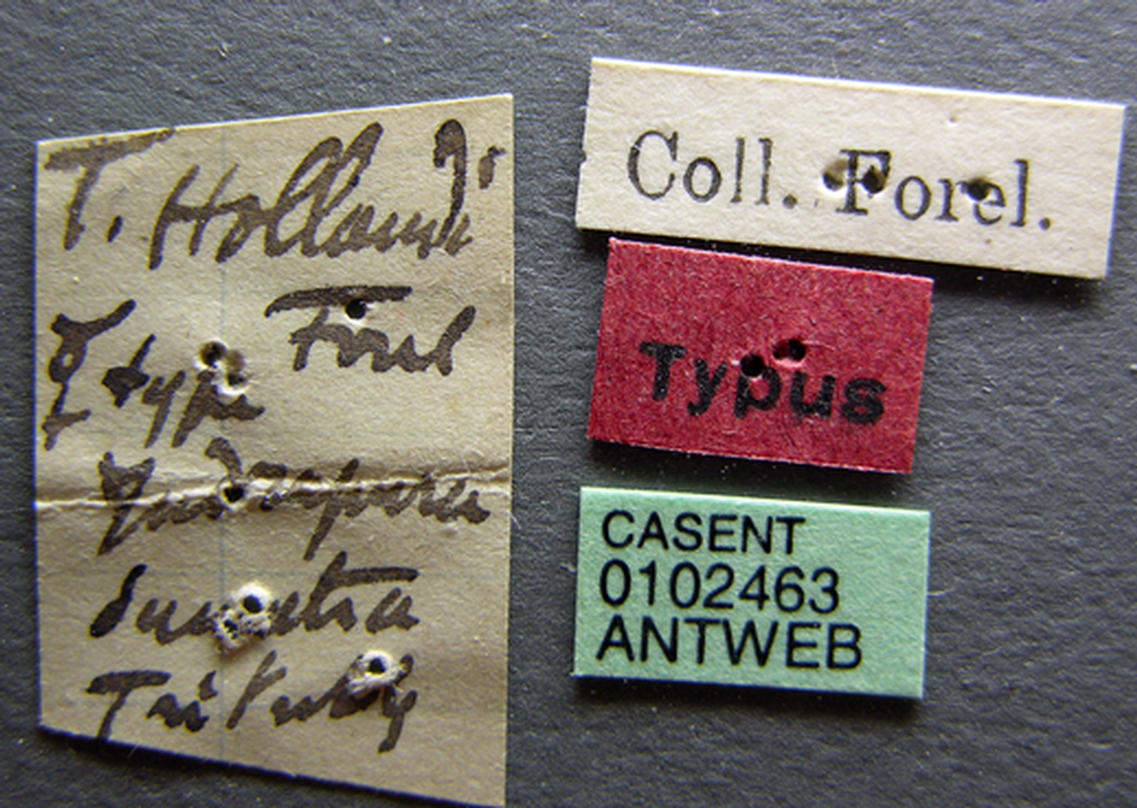
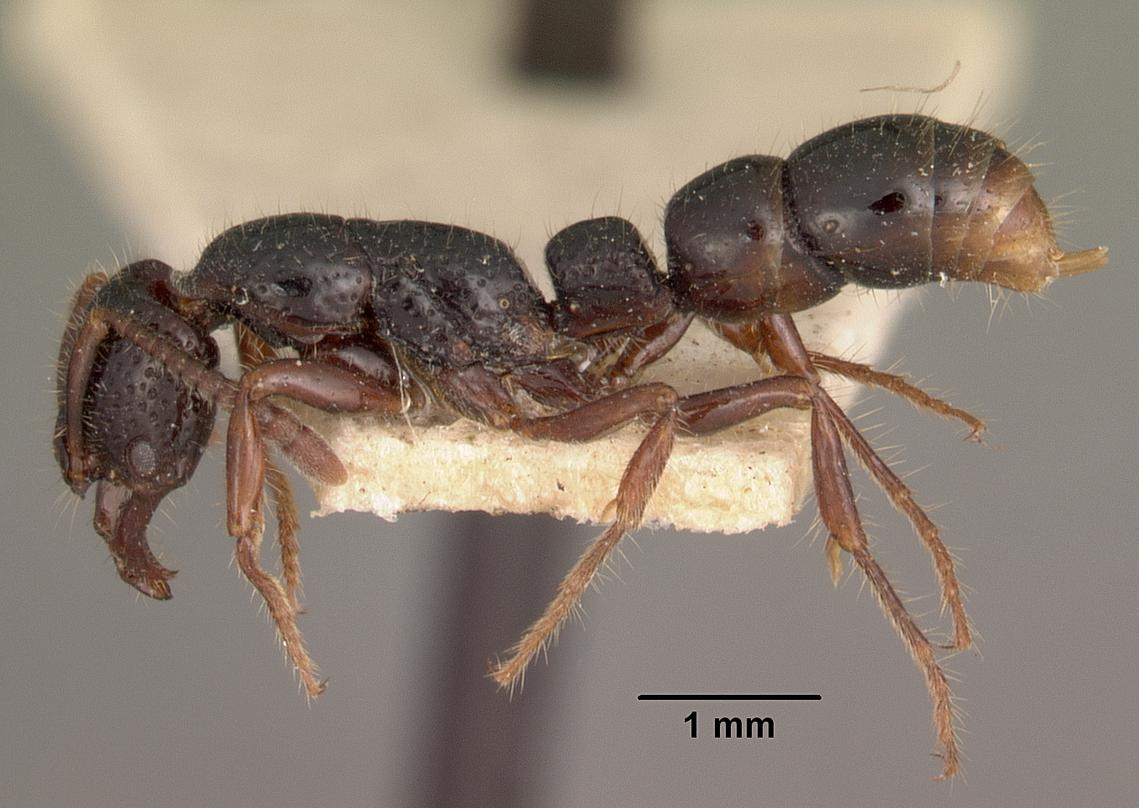
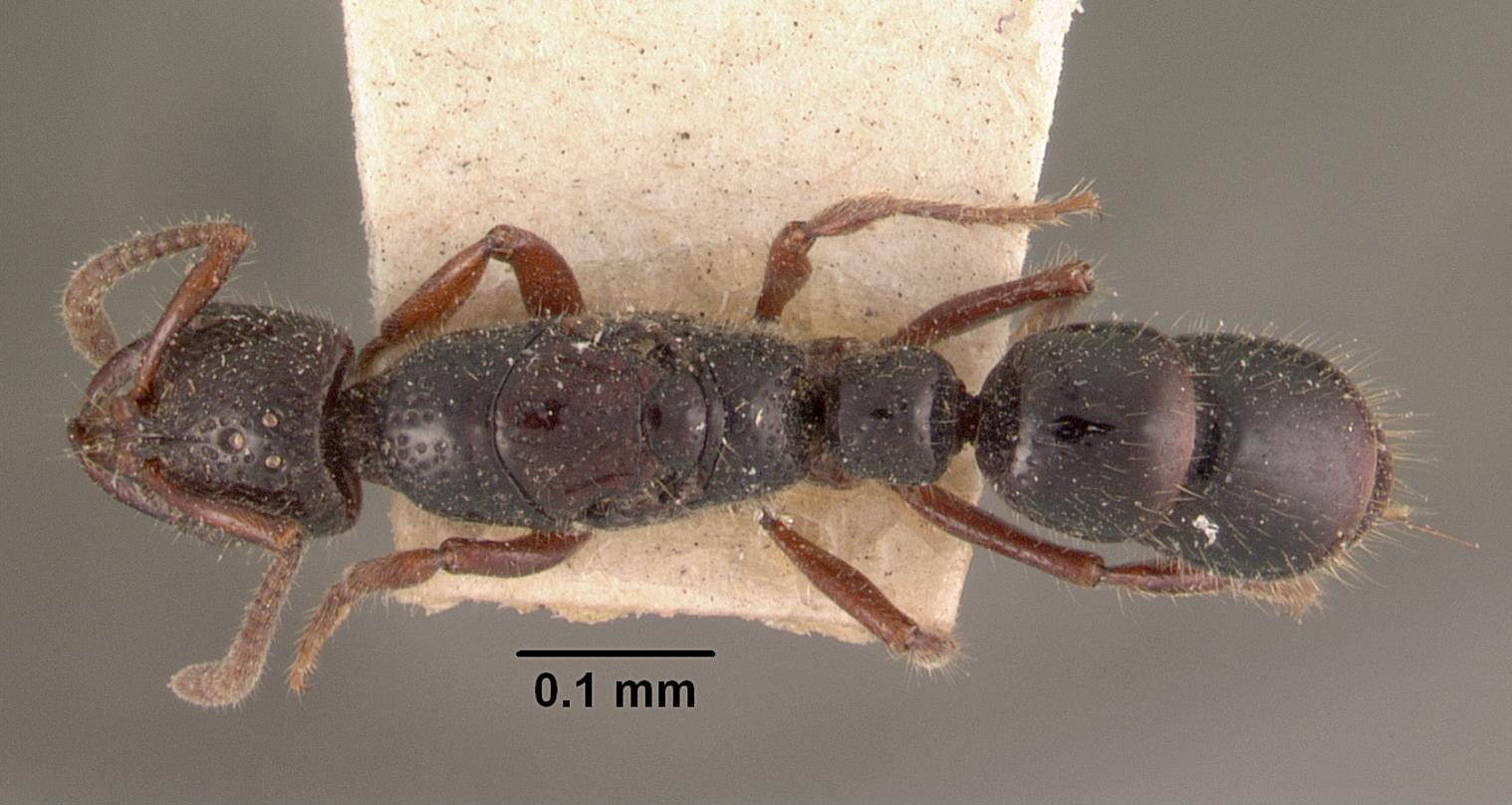
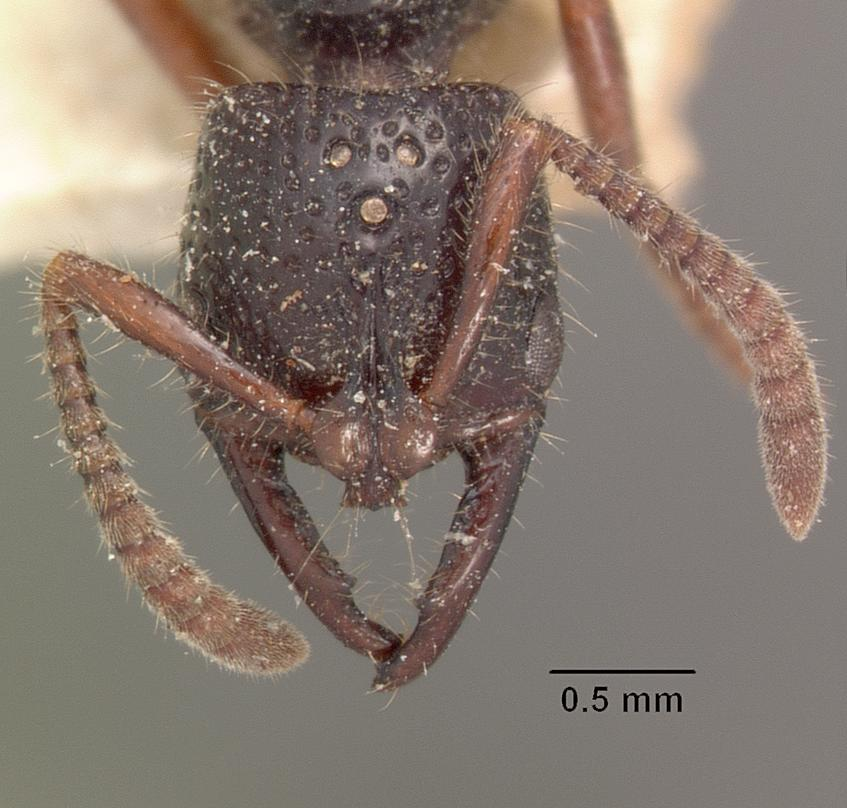